# アンナ＝カタリーナ・ベーンケ
アンナ＝カタリーナ・ベーンケ(Anna-Katharina Behnke)は、ドイツのソプラノ歌手。リヒャルト・シュトラウスやワーグナーのオペラを得意とする。

## 経歴
ドイツ・ヴッパータール生まれ。ミュンヘン音楽大学在学中にウィーン・カンマーオーパーでデビュー。プラハ国立歌劇場、パリ・オペラ座、ボローニャ歌劇場、ライン・ドイツ・オペラなどで『ランメルモールのルチア』『ルル』『サロメ』『アイーダ』のタイトルロール、『ばらの騎士』の元帥夫人、『オテロ』のデズデーモナなどを演じる。
2002年、『サロメ』でミラノ・スカラ座デビュー。パリ・シャトレ座『アラベラ』タイトルロール、エッセン・アールト劇場『ローエングリン』エルザ、フランダース・オペラで『フィデリオ』（ベートーヴェンによる3版全て）を歌う。　
その後、ボリショイ劇場『さまよえるオランダ人』ゼンタ、ザクセン州立歌劇場デビューの『ナクソス島のアリアドネ』タイトルロール、マドリードのレアル劇場デビューの『ヴォツェック』（グルリット）マリーなど、世界各地で活躍。最近では『タンホイザー』ヴェーヌス、『エレクトラ』タイトルロール、『トリスタンとイゾルデ』イゾルデなどを演じている。

## 日本との関係
日本には2004年新日本フィルハーモニー交響楽団定期『サロメ』タイトルロールに出演。2011年4月には、東日本大震災の影響で来日しなかったカミッラ・ニールントの代役として、新国立劇場『ばらの騎士』の元帥夫人を歌い、好評を博す。2012年1月には、読売日本交響楽団との共演が予定されている。